# Binti
Binti (titre original : Binti) est un roman court de science-fiction, faisant partie du courant de l'afrofuturisme, écrit par Nnedi Okorafor et paru en 2015 aux éditions Tor.com puis traduit en français et publié dans le recueil Binti paru aux éditions ActuSF en 2020. Binti est la première œuvre de la série Binti.
Binti a été récompensé par le prix Hugo du meilleur roman court 2016 et le prix Nebula du meilleur roman court 2015.

## Résumé
Binti est une jeune fille himba de seize ans vivant sur la planète Terre. Elle a obtenu une note telle lors des examens interplanétaires en mathématiques que non seulement la prestigieuse université intergalactique d'Oomza l'a acceptée, faisant ainsi d'elle la première Himba au monde à avoir cet honneur, mais elle a également proposé de payer tout ce dont elle avait besoin pour participer aux cours. Après avoir été informée de son acceptation, Binti part de chez elle sans informer sa famille et monte à bord d'un navire de transport à destination de la planète Oomza. 
Pendant le voyage, le vaisseau est abordé par un vaisseau du peuple des Méduses, une espèce extraterrestre ressemblant à une méduse qui est en guerre avec les Khoush, un autre groupe ethnique humain. Les Méduses s'introduisent dans le vaisseau à destination d'Oomza puis pénètrent dans le réfectoire dans lequel se trouvent notamment Binti et ses nouveaux amis étudiants. Les Méduses tuent toutes les personnes qu'elles rencontrent mais Binti échappe au massacre grâce à son edan qui blesse les Méduses à son contact et ainsi les repousse. Ce cube étoilé métallique, trouvé dans le désert par Binti huit années auparavant, peut être désigné par le nom générique « Edan » que donnent les Himbas aux objets trop vieux pour en connaître le fonctionnement, tellement vieux qu'ils ne sont maintenant rien de plus que de l'art. La jeune étudiante se réfugie alors dans sa chambre munie d'une fermeture sécurisée, non sans avoir auparavant pris le plus de nourriture et eau possible. Les Méduses essaient de la faire sortir, sans succès. Binti découvre alors un petit bouton sur son edan qui, une fois pressé, lui permet de comprendre le langage des Méduses et permet aux Méduses de la comprendre, au travers d'un courant bleu émis par l'edan. Il s'ensuit plusieurs discussions entre Binti et les Méduses, qui aboutissent à la garantie de vie sauve donnée par ces dernières et à l'ouverture de la porte par Binti. Les Méduses découvrent que l'otjize (en), le mélange de graisse, de beurre et de pigment ocre utilisé par tous les Himbas pour se protéger du rude climat désertique de leur contrée natale, a des vertus curatives, notamment pour les tentacules étant entrées en contact avec l'edan. Binti apprend à connaître Okwu, la jeune et impétueuse Méduse qui désirait spécifiquement la tuer, devenant peu à peu amie avec elle.
Binti comprend que le vaisseau se dirige toujours vers Oomza et que les Méduses planifient de débarquer dans l'université et d'y tuer le plus de personnes possible. Elle propose alors aux Méduses de devenir leur ambassadrice pour tenter une négociation sur Omza. Les Méduses acceptent, non sans avoir auparavant provoqué une profonde transformation physique de Binti par l'intermédiaire d'une piqûre du dard d'une des leurs. Les cheveux de Binti prennent ainsi l'allure et l'autonomie des tentacules des Méduses. Une fois le vaisseau arrivé à l'université d'Oomza, Binti parvient à négocier une paix provisoire entre les Méduses et les Khoush.
Des semaines plus tard, alors que Binti a commencé ses études à l'université, elle parvient à fabriquer de l'otjize en utilisant de l'argile de la planète Oomza et de l'huile extraite d'une fleur noire locale.

## Prix et nominations

### Prix
- Vainqueur du prix Hugo du meilleur roman court 2016[3]
- Vainqueur du prix Nebula du meilleur roman court 2015[3]
- Vainqueur du prix Nommo du meilleur roman court 2017[3]

### Nominations
- Finaliste du prix Locus du meilleur roman court 2016[3]
- Finaliste du prix British Science Fiction de la meilleure fiction courte 2015[3]
- Finaliste du prix British Fantasy du meilleur roman court 2016[3]